# لون استار، شهرستان گلن، کالیفرنیا
لون استار (به انگلیسی: Lone Star) یک منطقهٔ مسکونی در ایالات متحده آمریکا است که در شهرستان گلن، کالیفرنیا واقع شده‌است. لون استار ۱٬۶۱۳ متر بالاتر از سطح دریا واقع شده‌است.